# Campbellsburg (Kentucky)
Campbellsburg is een plaats (city) in de Amerikaanse staat Kentucky, en valt bestuurlijk gezien onder Henry County.

## Demografie
Bij de volkstelling in 2000 werd het aantal inwoners vastgesteld op 705.
In 2006 is het aantal inwoners door het United States Census Bureau geschat op 715, een stijging van 10 (1,4%).

## Geografie
Volgens het United States Census Bureau beslaat de plaats een oppervlakte van
1,5 km², geheel bestaande uit land. Campbellsburg ligt op ongeveer 276 m boven zeeniveau.

## Plaatsen in de nabije omgeving
De onderstaande figuur toont nabijgelegen plaatsen in een straal van 20 km rond Campbellsburg.